# Xie Xingfang
Xie Xingfang (født 8. januar 1981 i Guangzhou) er en kinesisk badmintonspiller. Hendes største internationale resultat kom da hun repræsenterede Kina under Sommer-OL 2008 i Beijing, Kina. Her vandt hun en sølvmedalje efter Zhang Ning fra Kina. Hun har også to guldmedaljer fra VM i 2005 og 2006. Hun er gift med en anden topbadmintonspiller, Lin Dan.